# Pulicaria aualites
Pulicaria aualites là một loài thực vật có hoa trong họ Cúc. Loài này được Chiov. miêu tả khoa học đầu tiên năm 1929.